# Zimandu Nou
Zimandu Nou là một xã thuộc hạt Arad, România. Dân số thời điểm năm 2002 là 4487 người.